# アフメト・アドナン・サイグン

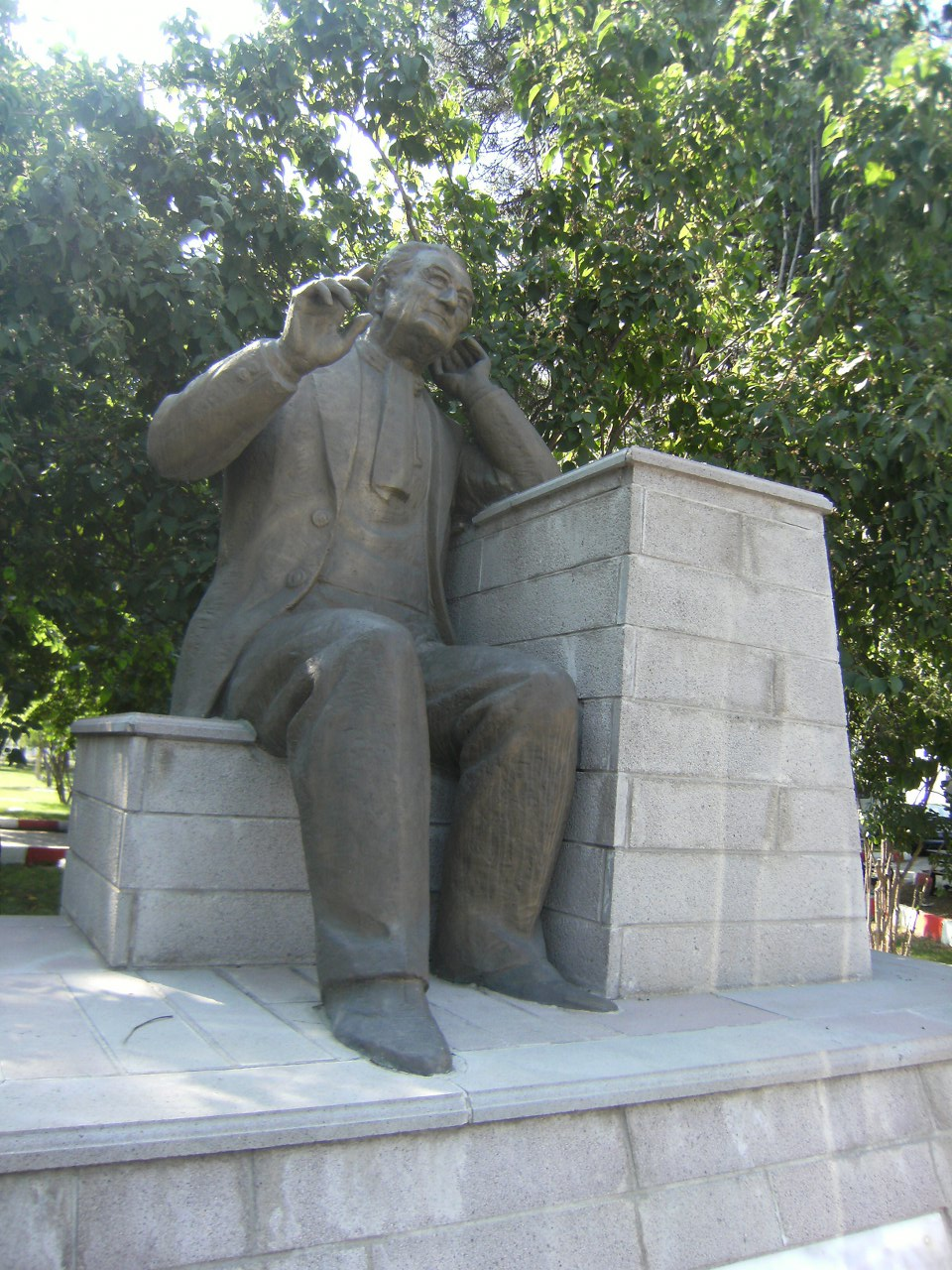
サイグンの銅像

アフメト・アドナン・サイグン（Ahmet Adnan Saygun、1907年9月7日 - 1991年1月6日）は、トルコの作曲家、音楽学者。

## 来歴
イズミル出身。彼が生まれ育った町ではオスマン帝国の軍楽隊による室内楽アンサンブルの西洋音楽の演奏が頻繁に行われていた。この事はサイグンに小学校の最初の音楽の授業を学ぶ事に影響を与えた。そして、数学教師、宗教学者であった父から、幼少時に英語とフランス語だけでなく、世界の宗教を教わった。サイグンは厳しい研究を通して、フランスの大百科事典の音楽選集をトルコ語に翻訳する事ができた。高校時代に、彼は家庭教師に学校の授業同様、幼少時に与えられた本を通して音楽の練習を続けた。高校を卒業した2年後の1926年に、彼は高校の音楽教師に任命された。その後、1928年から1931年までパリのスコラ・カントルムでヴァンサン・ダンディに作曲を、ユージン・ボレルに対位法と和声を師事した。1936年からアンカラ音楽院で作曲を教えた。1955年、民俗学研究所を設立した。1964年よりイスタンブール音楽院で音楽民族学を教えた。1971年、国家芸術家に指定された。ジェマル・レシット・レイ、ハサン・フェリット・アルナル、ウルヴィ・ジェマル・エルキン、ネジル・カズム・アクセスとともにトルコの最初の世代の作曲家としてトルコ5人組と呼ばれた。

## 主な作品

### オペラ
- オズソイ op.9 (1934)

### 交響曲
- 交響曲第1番op.29 (1953)
- 交響曲第2番op.30 (1958)
- 交響曲第3番op.39 (1960)
- 交響曲第4番op.53 (1976)
- 交響曲第5番op.70 (1985)

### 管弦楽曲
- ディヴェルティメントop.1(管弦楽、サクソフォーンとダラブッカのための) (1930)
- 魔法の踊りop.13 (1934)
- 組曲op.14 (1936)
- ハライop.24 (1943)
- 管弦楽のための変奏曲op.72 (1985)

### 協奏曲
- ピアノ協奏曲第1番op.34 (1958)
- ピアノ協奏曲第2番op.71 (1985)
- ヴァイオリン協奏曲op.44 (1964)
- ヴィオラ協奏曲op.59 (1976-77)
- チェロ協奏曲op.74 (1987)

### 室内楽曲
- パーカッション四重奏曲op.8 (1933)
- チェロソナタop.12 (1935)
- ヴァイオリンソナタop.20 (1941)
- 弦楽四重奏曲第1番op.27 (1947)
- 弦楽四重奏曲第2番op.35 (1957)
- 弦楽四重奏曲第3番op.43 (1966)
- 4台のハープのための3つのフォークソングOp.68 (1983)
- 弦楽四重奏曲第4番op.77 (1990)（未完）

### ピアノ曲
- ソナティナop.15 (1938)
- アクサク・リズムによる10の練習曲集op.38
- アクサク・リズムによる前奏曲集op.45 (全12曲）
- アクサク・リズムによる小品集op.47 (全15曲）
- アクサク・リズムによるスケッチop.56 (全10曲）
- バラードop.56
- 3台のピアノのための詩曲op.73
- 2台のピアノのための詩曲op.76
- ピアノソナタop.77

### 歌曲
- 3つのバラードOp.32 (1955)
- 4つのメロディーOp.48 (1977)